# Schoepfia vacciniiflora
Schoepfia vacciniiflora là một loài thực vật có hoa trong họ Schoepfiaceae. Loài này được Planch. ex Hemsl. miêu tả khoa học đầu tiên năm 1878.